# Vuelta a Burgos 2016
La Vuelta a Burgos 2016, trentottesima edizione della corsa e valevole come prova dell'UCI Europe Tour 2016, si svolse in cinque tappe, dal 2 al 6 agosto 2016, su un percorso di 674,72 km con partenza da Sasamón e arrivo a Lagunas de Neila, in Spagna. La vittoria fu appannaggio dello spagnolo Alberto Contador, che completò il percorso in 15h50'50", alla media di 42,577 km/h, precedendo il belga Ben Hermans e il connazionale Sergio Pardilla.
Sul traguardo di Lagunas de Neila 132 ciclisti, su 162 partiti da Sasamón, portarono a termine la competizione.

## Tappe
| Tappa  | Data     | Percorso                          | km     | Vincitore di tappa | Leader cl. generale |
| ------ | -------- | --------------------------------- | ------ | ------------------ | ------------------- |
| 1ª     | 2 agosto | Sasamón > Melgar de Fernamental   | 158    | Danny van Poppel   | Danny van Poppel    |
| 2ª     | 3 agosto | Burgos > Burgos (cron. a squadre) | 10,72  | Astana Pro Team    | Dmitrij Gruzdev     |
| 3ª     | 4 agosto | Valle de Sedano > Villarcayo      | 198    | Danny van Poppel   | Dmitrij Gruzdev     |
| 4ª     | 5 agosto | Aranda de Duero > Lerma           | 145    | Nathan Haas        | Gianni Meersman     |
| 5ª     | 6 agosto | Caleruega > Lagunas de Neila      | 163    | Sergio Pardilla    | Alberto Contador    |
| Totale | Totale   | Totale                            | 674,72 |                    |                     |

## Squadre e corridori partecipanti
| N.      | Cod. | Squadra             |
| ------- | ---- | ------------------- |
| 1-7     | AST  | Astana Pro Team     |
| 11-18   | KAT  | Team Katusha        |
| 21-28   | MOV  | Movistar Team       |
| 31-37   | ALM  | AG2R La Mondiale    |
| 41-48   | SKY  | Team Sky            |
| 51-58   | EQS  | Etixx-Quick Step    |
| 61-68   | FDJ  | FDJ                 |
| 71-78   | BMC  | BMC Racing Team     |
| 81-87   | CDT  | Cannondale-Drapac   |
| 91-98   | OBE  | Orica-BikeExchange  |
| 101-108 | DDD  | Team Dimension Data |

| N.      | Cod. | Squadra                       |
| ------- | ---- | ----------------------------- |
| 111-118 | TNK  | Tinkoff                       |
| 121-128 | TGA  | Team Giant-Alpecin            |
| 131-138 | CJR  | Caja Rural-Seguros RGA        |
| 141-148 | TSV  | Topsport Vlaanderen-Baloise   |
| 151-158 | GAZ  | Gazprom-RusVelo               |
| 161-166 | ONE  | ONE Pro Cycling               |
| 171-177 | ITA  | Nippo-Vini Fantini            |
| 181-188 | ROP  | Roompot Oranje Peloton        |
| 191-198 | BUR  | Burgos-BH                     |
| 201-208 | EUS  | Euskadi Basque Country-Murias |

## Dettagli delle tappe

### 1ª tappa
- 2 agosto: Sasamón > Melgar de Fernamental – 158 km

Risultati
| Pos. | Corridore        | Squadra | Tempo    |
| ---- | ---------------- | ------- | -------- |
| 1    | Danny van Poppel | Sky     | 3h32'04" |
| 2    | Jempy Drucker    | BMC     | s.t.     |
| 3    | Gianni Meersman  | Etixx   | s.t.     |

| Pos. | Corridore        | Squadra | Tempo    |
| ---- | ---------------- | ------- | -------- |
| 1    | Danny van Poppel | Sky     | 3h32'04" |
| 2    | Jempy Drucker    | BMC     | s.t.     |
| 3    | Gianni Meersman  | Etixx   | s.t.     |

### 2ª tappa
- 3 agosto: Burgos > Burgos – Cronometro a squadre – 10,72 km

Risultati
| Pos. | Squadra          | Tempo  |
| ---- | ---------------- | ------ |
| 1    | Astana Pro Team  | 13'10" |
| 2    | Movistar Team    | a 2"   |
| 3    | Etixx-Quick Step | a 3"   |

| Pos. | Corridore       | Squadra | Tempo    |
| ---- | --------------- | ------- | -------- |
| 1    | Dmitrij Gruzdev | Astana  | 3h45'14" |
| 2    | Dario Cataldo   | Astana  | s.t.     |
| 3    | Eros Capecchi   | Astana  | s.t.     |

### 3ª tappa
- 4 agosto: Valle de Sedano > Villarcayo – 198 km

Risultati
| Pos. | Corridore        | Squadra | Tempo    |
| ---- | ---------------- | ------- | -------- |
| 1    | Danny van Poppel | Sky     | 4h35'47" |
| 2    | Jempy Drucker    | BMC     | s.t.     |
| 3    | Gianni Meersman  | Etixx   | s.t.     |

| Pos. | Corridore        | Squadra | Tempo    |
| ---- | ---------------- | ------- | -------- |
| 1    | Dmitrij Gruzdev  | Astana  | 8h21'01" |
| 2    | Dario Cataldo    | Astana  | s.t.     |
| 3    | Michele Scarponi | Astana  | s.t.     |

### 4ª tappa
- 5 agosto: Aranda de Duero > Lerma – 145 km

Risultati
| Pos. | Corridore     | Squadra    | Tempo    |
| ---- | ------------- | ---------- | -------- |
| 1    | Nathan Haas   | Dimension  | 3h15'42" |
| 2    | Jempy Drucker | BMC        | s.t.     |
| 3    | Patrick Bevin | Cannondale | s.t.     |

| Pos. | Corridore       | Squadra | Tempo     |
| ---- | --------------- | ------- | --------- |
| 1    | Gianni Meersman | Etixx   | 11h36'46" |
| 2    | Dmitrij Gruzdev | Astana  | s.t.      |
| 3    | Dario Cataldo   | Astana  | s.t.      |

### 5ª tappa
- 6 agosto: Caleruega > Lagunas de Neila – 163 km

Risultati
| Pos. | Corridore        | Squadra    | Tempo    |
| ---- | ---------------- | ---------- | -------- |
| 1    | Sergio Pardilla  | Caja Rural | 4h13'34" |
| 2    | Alberto Contador | Tinkoff    | a 17"    |
| 3    | Ben Hermans      | BMC        | a 22"    |

| Pos. | Corridore        | Squadra    | Tempo     |
| ---- | ---------------- | ---------- | --------- |
| 1    | Alberto Contador | Tinkoff    | 15h50'50" |
| 2    | Ben Hermans      | BMC        | a 1"      |
| 3    | Sergio Pardilla  | Caja Rural | s.t.      |

## Evoluzione delle classifiche
| Tappa              | Vincitore          | Classifica generale Maglia viola | Classifica a punti Maglia verde | Classifica scalatori Maglia rossa | Classifica giovani Maglia bianca | Classifica a squadre |
| ------------------ | ------------------ | -------------------------------- | ------------------------------- | --------------------------------- | -------------------------------- | -------------------- |
| 1ª                 | Danny van Poppel   | Danny van Poppel                 | Danny van Poppel                | Martijn Tusveld                   | Jhonatan Restrepo                | BMC Racing Team      |
| 2ª                 | Astana Pro Team    | Dmitrij Gruzdev                  | Danny van Poppel                | Martijn Tusveld                   | Jhonatan Restrepo                | Astana Pro Team      |
| 3ª                 | Danny van Poppel   | Dmitrij Gruzdev                  | Danny van Poppel                | Jochem Hoekstra                   | Matvej Mamykin                   | Astana Pro Team      |
| 4ª                 | Nathan Haas        | Gianni Meersman                  | Danny van Poppel                | Jacques Janse van Rensburg        | Matvej Mamykin                   | Astana Pro Team      |
| 5ª                 | Sergio Pardilla    | Alberto Contador                 | Danny van Poppel                | Omar Fraile                       | Matvej Mamykin                   | Movistar Team        |
| Classifiche finali | Classifiche finali | Alberto Contador                 | Danny van Poppel                | Omar Fraile                       | Matvej Mamykin                   | Movistar Team        |

## Classifiche finali

### Classifica generale - Maglia viola
| Pos. | Corridore          | Squadra    | Tempo     |
| ---- | ------------------ | ---------- | --------- |
| 1    | Alberto Contador   | Tinkoff    | 15h50'50" |
| 2    | Ben Hermans        | BMC        | a 1"      |
| 3    | Sergio Pardilla    | Caja Rural | s.t.      |
| 4    | Simon Yates        | Orica      | a 4"      |
| 5    | Peter Kennaugh     | Sky        | a 11"     |
| 6    | Rubén Fernández    | Movistar   | a 16"     |
| 7    | Gianluca Brambilla | Etixx      | a 36"     |
| 8    | Matvej Mamykin     | Katusha    | a 57"     |
| 9    | Igor Antón         | Dimension  | a 1'04"   |
| 10   | Domenico Pozzovivo | AG2R       | s.t.      |

### Classifica a punti - Maglia verde
| Pos. | Corridore            | Squadra      | Punti |
| ---- | -------------------- | ------------ | ----- |
| 1    | Danny van Poppel     | Sky          | 64    |
| 2    | Jempy Drucker        | BMC          | 60    |
| 3    | Gianni Meersman      | Etixx        | 42    |
| 4    | Nathan Haas          | Dimension    | 34    |
| 5    | Pieter Vanspeybrouck | Topsport Vl. | 27    |

### Classifica scalatori - Maglia rossa
| Pos. | Corridore        | Squadra    | Punti |
| ---- | ---------------- | ---------- | ----- |
| 1    | Omar Fraile      | Dimension  | 33    |
| 2    | Sergio Pardilla  | Caja Rural | 30    |
| 3    | Alberto Contador | Tinkoff    | 27    |
| 4    | Ibai Salas       | Burgos-BH  | 23    |
| 5    | Ben Hermans      | BMC        | 20    |

### Classifica giovani - Maglia bianca
| Pos. | Corridore         | Squadra   | Tempo     |
| ---- | ----------------- | --------- | --------- |
| 1    | Matvej Mamykin    | Katusha   | 15h51'47" |
| 2    | Merhawi Kudus     | Dimension | a 57"     |
| 3    | Alex Aranburu     | Euskadi   | a 4'34"   |
| 4    | Quentin Jauregui  | AG2R      | a 14'35"  |
| 5    | Jhonatan Restrepo | Katusha   | a 16'59"  |

### Classifica a squadre
| Pos. | Squadra                | Tempo     |
| ---- | ---------------------- | --------- |
| 1    | Movistar Team          | 47h35'04" |
| 2    | Caja Rural-Seguros RGA | a 1'17"   |
| 3    | Etixx-Quick Step       | a 5'09"   |
| 4    | Orica-BikeExchange     | a 12'13"  |
| 5    | Team Sky               | a 12'56"  |